# 长尾阔嘴鸟
长尾阔嘴鸟（学名：Psarisomus dalhousiae）为阔嘴鸟科长尾阔嘴鸟属的鸟类。

## 特征
体长26-28厘米，嘴型宽阔，跗跖大部被单列大型卷状鳞。羽色美丽，背部和下体绿色，头部及两翼黑色或兰色，颊及喉都为黄色，尾羽兰色下面转黑色。

## 分布
栖息树林，分布于尼泊尔、不丹、孟加拉、印度、缅甸、越南、老挝、泰国、马来西亚以及中国大陆的云南、广西、贵州等地，主要生活于海拔2000米以下的热带常绿阔叶林中以及多静栖于林下荫湿处的灌木或小树上。该物种的模式产地在印度东北部靠近西姆拉地区。

## 保护
- 中国国家重点保护动物等级：二级

## 亚种
- 长尾阔嘴鸟指名亚种（学名：Psarisomus dalhousiae dalhousiae）。分布于印度、孟加拉、缅甸、老挝、越南、泰国以及中国大陆的云南、广西、贵州等地。该物种的模式产地在印度北部靠近西姆拉地区。[3]